# 奧布蘭卡
48°1′15″N 32°5′18″E / 48.02083°N 32.08833°E
奧布蘭卡（烏克蘭語：Обланка），是烏克蘭中部的村莊，隸屬基洛夫格勒州的克羅皮夫尼茨基區。該村面積0.47平方公里，海拔高度156米，2001年人口5，人口密度每平方公里10.7人。